# St. Stephanus (Großenviecht)

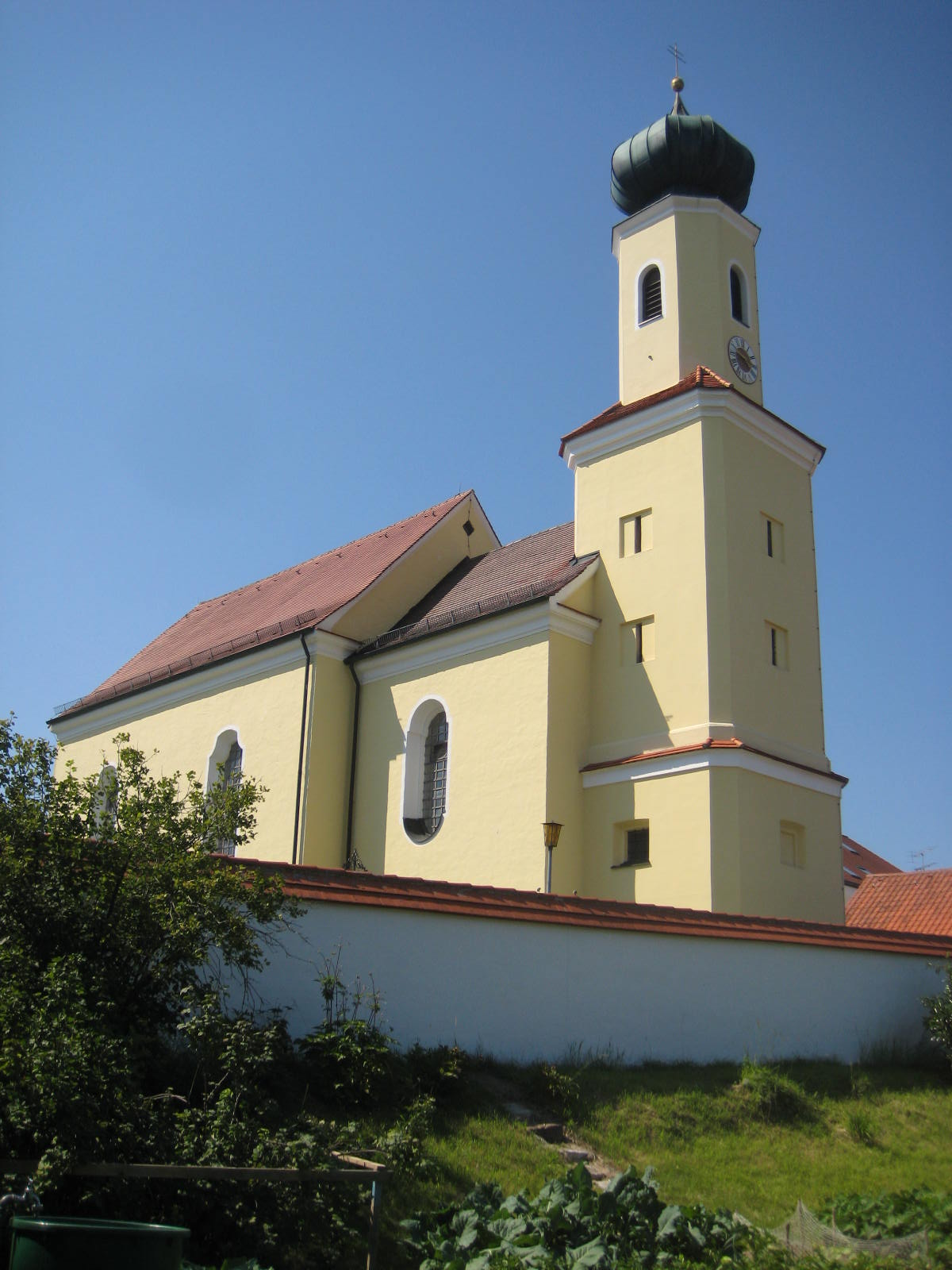
St. Stephanus in Großenviecht

St. Stephanus ist die Kirche von Großenviecht, einem Ortsteil der Gemeinde Langenbach im Landkreis Freising. Die Kirche ist Teil der Pfarrei St. Martin in Marzling. Der barocke Saalbau mit rechteckigem Chor und östlich anschließendem Turm mit Zwiebelhaube ist in die Denkmalliste eingetragen.
Die Kirche wurde ab 1730 gebaut, Baumeister war wohl Johann Lorenz Hirschstötter. Der 26,8 m hohe Turm wurde nach einer Bauunterbrechung erst 1859 fertiggestellt. 
Der Hauptaltar ist dem heiligen Stephanus geweiht. Ein Gemälde des hl. Stephanus und ein kleineres Gemälde des heiligen Isidor, beide wohl um 1900 entstanden, schmücken den Altar. Daneben gibt es Darstellungen des heiligen Laurentius und der heiligen Barbara. Zwei Nebenaltäre sind Maria und Joseph gewidmet. Während die Josefsfigur ebenfalls aus den Jahren um 1900 stammt, ist die Marienfigur wesentlich älter und im 15. Jahrhundert entstanden.
Der Turm beherbergte ursprünglich zwei Glocken. Nachdem im Zweiten Weltkrieg die größere der beiden konfisziert wurde, um sie einzuschmelzen, wurde nach Kriegsende eine neue Glocke angefertigt. 1946 erhielt man unerwartet die alte nicht eingeschmolzene Glocke zurück.
Die rein mechanische Schleifladen-Orgel mit sechs Registern wurde 1874 von Max Maerz erbaut und ist heute noch im Originalzustand erhalten. Sie wurde 1980 von Guido Nenninger überholt.